# Aremberg
Aremberg, aussi orthographiée Arenberg, est une localité d'Allemagne, dans l'arrondissement d'Ahrweiler, en Rhénanie-Palatinat. Elle est dominée par un château qui était jadis la résidence des comtes, puis ducs d'Aremberg.